# Stubbhårsskuldrad rovfluga
Stubbhårsskuldrad rovfluga (Epitriptus arthriticus) är en tvåvingeart som först beskrevs av Philipp Christoph Zeller 1840.  I den svenska databasen Dyntaxa används istället namnet Machimus arthriticus. Enligt Catalogue of Life ingår stubbhårsskuldrad rovfluga i släktet Epitriptus och familjen rovflugor, men enligt Dyntaxa är tillhörigheten istället släktet Machimus och familjen rovflugor. Enligt den svenska rödlistan är arten starkt hotad i Sverige. Arten förekommer i Götaland. Arten har tidigare förekommit på Öland men är numera lokalt utdöd. Artens livsmiljö är jordbrukslandskap. Inga underarter finns listade i Catalogue of Life.